# TGV inOui
TGV inOui (gestileerd als TGV ı̣nOui) is vanaf mei 2017 een merknaam van de Franse treinvervoerder SNCF voor bepaalde van haar hogesnelheidstreindiensten. Dit merk is de opvolger van de vorige merknaam TGV, rijdt met TGV-treinen en omvat sinds 2020 alle hogesnelheidstreindiensten van de SNCF binnen Frankrijk en naar de meeste buurlanden, met uitzondering van de lagekostentreinen, die onder het merk Ouigo rijden). TGV InOui-treinen hebben een eerste en een tweede klas.

## Geschiedenis
In 2017 werd het merk TGV inOui uitgetest op de lijn Parijs - Bordeaux - Toulouse.
In september 2018 werd het merk TGV inOui officieel voorgesteld.

## Merknaam en logo
Het Franse woord inouï betekent letterlijk "ongehoord", "buitengewoon", en wordt uitgesproken als "ienoewie". De merknaam verwijst ook naar Franse woord "oui" ("ja"), dat ook terugkomt in andere SNCF-merknamen zoals Ouigo.
Het logo is een ambigram, rechtop of ondersteboven leesbaar dankzij de puntsymmetrie.

## Situatie per land en concurrentie
In Frankrijk is TGV inOui het merk van de standaard-hogesnelheidstreinen (met twee klassen) van de SNCF, die op al de hogesnelheidslijnen in Frankrijk rijden. Op de belangrijkste binnenlandse lijnen rijdt de SNCF daarnaast ook lagekostentreinen onder de merknaam Ouigo (Grande Vitesse), waardoor daar het aantal TGV inOui gedaald is.
In Frankrijk is de SNCF met zijn twee binnenlandse merken nog altijd marktleider, tegen de opkomende concurrentie van de hogesnelheidstreinen Frecciarossa van Trenitalia en AVE van Renfe.

### Naar de buurlanden
TGV inOui-treinen rijden vanuit Parijs naar Duitsland, Luxemburg, Italië, en Spanje. Naar de twee laatste landen is dit in concurrentie met respectievelijk Trenitalia (FS) en AVE (Renfe). Naar Duitsland is dit in akkoord en afwisselend met de ICE van de Deutsche Bahn.
Behalve de internationale treinverbinding naar Italië maakte de SNCF in 2024 bekend dat het ook TGV's wil inzetten op de Italiaanse binnenlandse verbindingen, om ook daar de concurrentie aan te gaan. In april 2024 maakte het bekend dit uit te stellen naar 2027, omdat het geen goede treinpaden toegekend kreeg. Er werd hiervoor ook een gerechtelijk onderzoek geopend tegen Rete Ferroviaria Italiana (RFI).
Vanuit Brussel-Zuid rijden TGV inOui-treinen over de Franse hogesnelheidslijnen tot Bordeaux, Lyon / Marseille, Perpignan, Nantes, Rennes, en Straatsburg. De treinen naar Parijs worden niet door TGV inOui, maar door dochtermaatschappij Eurostar verzorgd.
Treinen naar Zwitserland worden niet door TGV inOui, maar door dochtermaatschappij TGV Lyria verzorgd.

## Rollend materieel
De treinen waarmee de TGV-inOui-diensten, en de Ouigo Grande Vitesse worden gereden, zijn sinds de start de verschillende reeksen van de TGV-familie van fabrikant Alstom (Alstom Avelia). Het gaat steeds om rijtuigen die met jacobsdraaistellen aan elkaar gekoppeld zijn, en om een motorwagen zonder passagiers aan elk uiteinde. Sinds de laatste enkeldeks-TGV in 1996 geproduceerd is, zijn alle nieuwe TGV-treinen dubbeldekstreinen, in tegenstelling tot hogesnelheidstreinen in veel andere landen zoals Duitsland en Japan.